# Крал, Иван
Иван Крал (чеш. Ivan Král; 12 мая 1948, Прага, Чехословакия — 2 февраля 2020, Анн-Арбор, Мичиган, США) — чешский и американский гитарист, композитор, продюсер, кинорежиссёр и автор-исполнитель. Участник нью-йоркского творческого андеграунда 1970-х годов. Работал с Blondie, Патти Смит, Игги Попом и другими.

## Биография

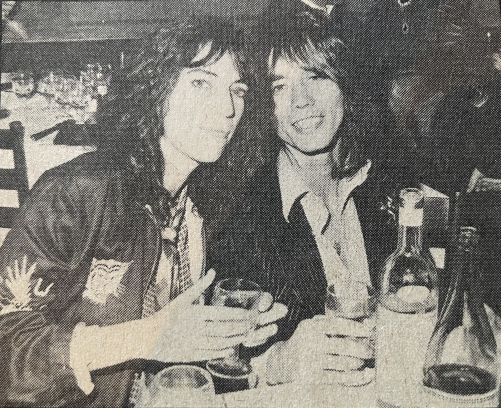
Патти Смит и Иван Крал, 1978 год

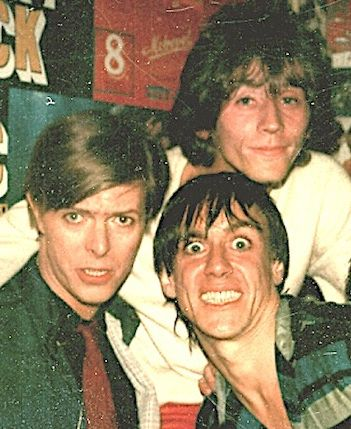
Дэвид Боуи, Игги Поп и Иван Крал в Берлине, 1980 год

Иван Крал родился 12 мая 1948 года в Праге, Чехословакия. Его отец, Карел Крал, был репортёром Чехословацкого информационного агентства при ООН. Его мама, Отилия Крал, была ботаником и играла на фортепиано. У Ивана в семье был ещё старший брат Павел. Иван в юности играл в пражской рок-группе Saze. В 1966 году Карел Крал не вернулся в Чехословакию и остался с семьёй в США в качестве беженца. Он предупреждал мир о возможном вторжении советских войск в Чехословакию и осуждал это.
В Америке Иван Крал работал на разных работах. Одно время работал в фан-клубе The Beatles. В начале 1970-х годов основал в Нью-Йорке глэм-рок-группу Luger. Они обычно играли в клубе Max’s Kansas City. Группа выступала на разогреве на ранних концертах Kiss. Позже Крал играл в группе, которая аккомпанировала певцу Шону Кэссиди. В 1974 году он присоединился к Blondie.
Крал, поклонник поэзии, познакомился на одном из литературных чтений с Патти Смит. Он присоединился к формирующейся вокруг неё музыкальной группе. Крал проработал с Патти до конца 1970-х годов пока её группа не была распущена. Играл на гитаре, бас-гитаре и клавишных. Принял участие в записи альбомов Horses (1975), Radio Ethiopia (1976), Easter (1978) и Wave (1979). Альбом Horses стал одним из первых панк-альбомов и одним из самых влиятельных альбомов своей эпохи. Совместно с Патти написал тексты песен «Ask the Angels», «Pumpin’ (My Heart)», «25th Floor», «Dancing Barefoot», «Citizen Ship» и другие. Романтическая «Dancing Barefoot» была множество раз перепета различными исполнителями, включая U2, Pearl Jam и Simple Minds. Текст в «Citizen Ship» отсылает к жизни самого Крала, который долгое время считался беженцем и получил американское гражданство только в 1981 году.
У Крала была 16-мм камера, на которую он снимал музыкальную сцену вокруг себя. Материал с кадрами выступлений New York Dolls, Джейн Каунти, Queen и других он в 1975 году смонтировал в 30-минутный фильм «Night Lunch». Далее он сосредоточился на малоизвестных панк-группах, таких как Ramones, Television, Talking Heads, выступавших в клубе CBGB. Таким образом, создал хронику зарождения нью-йоркской панк-сцены. Вместе с Амосом По он смонтировал из своих записей 50-минутный фильм «Пустое поколение» (1976). Изначально видеозаписи, которые делал Крал, не предназначались для какого-то проекта. По его словам, он просто держал в голове, что в любой момент может быть депортирован на родину, поэтому старался запечатлеть местную сцену, чтобы потом показать эти записи дома своим друзьям-музыкантам, так как там западная рок-музыка была под запретом. Эти кадры, снятые Кралом, позже использовались во множестве других документальных фильмах о музыке. С Амосом По Крал продолжил сотрудничать и писал музыку для его фильмов того периода.
В 1979 году, после того как Патти Смит отошла от музыки, Крал начал работать с Игги Попом. Крал принял участие в записи альбомов Soldier (1980) и Party (1981). На втором альбоме стал соавтором почти каждой песни. На написанную совместно с Игги Попом песню «Bang Bang» позже сделал кавер Дэвид Боуи для своего альбома Never Let Me Down (1987). Крал принял участие в записи живого альбома Even Cowgirls Get the Blues Джона Кейла, участника The Velvet Underground. Писал музыку к фильмам, в частности совместно с Брюсом Броуди написал музыку к фильму Барри Левинсона «Забегаловка» (1982). В первой половине 1980-х годов сотрудничал с Джоном Уэйтом. Например, ими совместно была написана песня «Every Step of the Way». В середине 1980-х годов основал группу Eastern Bloc. Группа выпустила один одноимённый альбом.
После падения коммунистического режима в Чехословакии вернулся в Прагу. Занимался развитием местной музыкальной сцены. Продюсировал и сотрудничал со множеством местных музыкантов. Начал выпускать сольные альбомы. После смерти Вацлава Гавела записал в память о нём песню «Rest in Peace».
В 2003 году переехал в штат Мичиган в район города Анн-Арбор. Умер от рака 2 февраля 2020 года в своём доме в Анн-Арборе в возрасте 71 года. Был женат на Синди Хадсон.